# Aparición mariana

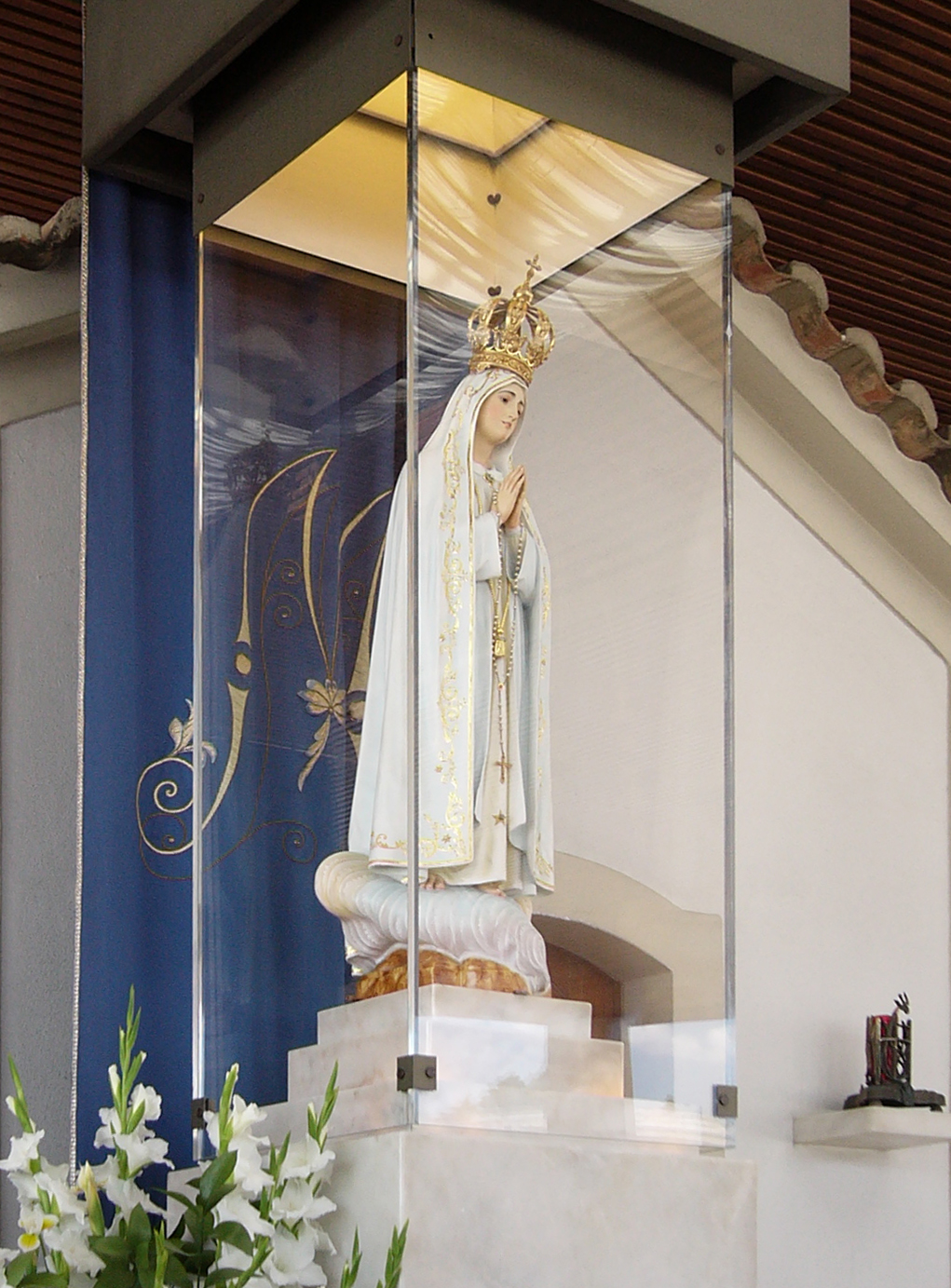
La Virgen de Fátima (en Portugal), junto con la Virgen de Guadalupe (en México), la Virgen de Lourdes (en Francia), y la Virgen del Pilar (en España), representan algunas de las apariciones marianas más reconocidas mundialmente.

En el catolicismo, las apariciones marianas son las manifestaciones de la Virgen María ante una o más personas en un tiempo y lugar específicos. La Iglesia católica ha aprobado oficialmente 30 de estas apariciones como "de origen sobrenatural", mientras que muchas otras permanecen sin una aprobación formal.
Estas apariciones han dado origen a sitios de culto y peregrinación conocidos como santuarios marianos, entre los más célebres destacan la basílica de Guadalupe en México, el Santuario de Fátima en Portugal y el Santuario de Lourdes en Francia. Algunas también han inspirado la creación de órdenes religiosas como la Orden de los Carmelitas y la Orden de los Mercedarios. Sin embargo, la mayoría de estas manifestaciones no tienen un fin institucional, sino que buscan promover la renovación espiritual y devocional.

## Apariciones de la Virgen María
Las apariciones marianas se refieren a las manifestaciones de la Virgen María que se han producido en diversos momentos de la historia de la Iglesia católica, y que, en algunos casos, son consideradas como fenómenos sobrenaturales. La Iglesia distingue estas manifestaciones como «revelaciones privadas», en contraste con la «revelación pública» que concluyó con la muerte del último de los apóstoles. En el caso de las apariciones marianas, la Iglesia permite a los fieles aceptar libremente estas manifestaciones aprobadas, ya que no forman parte esencial de la doctrina.

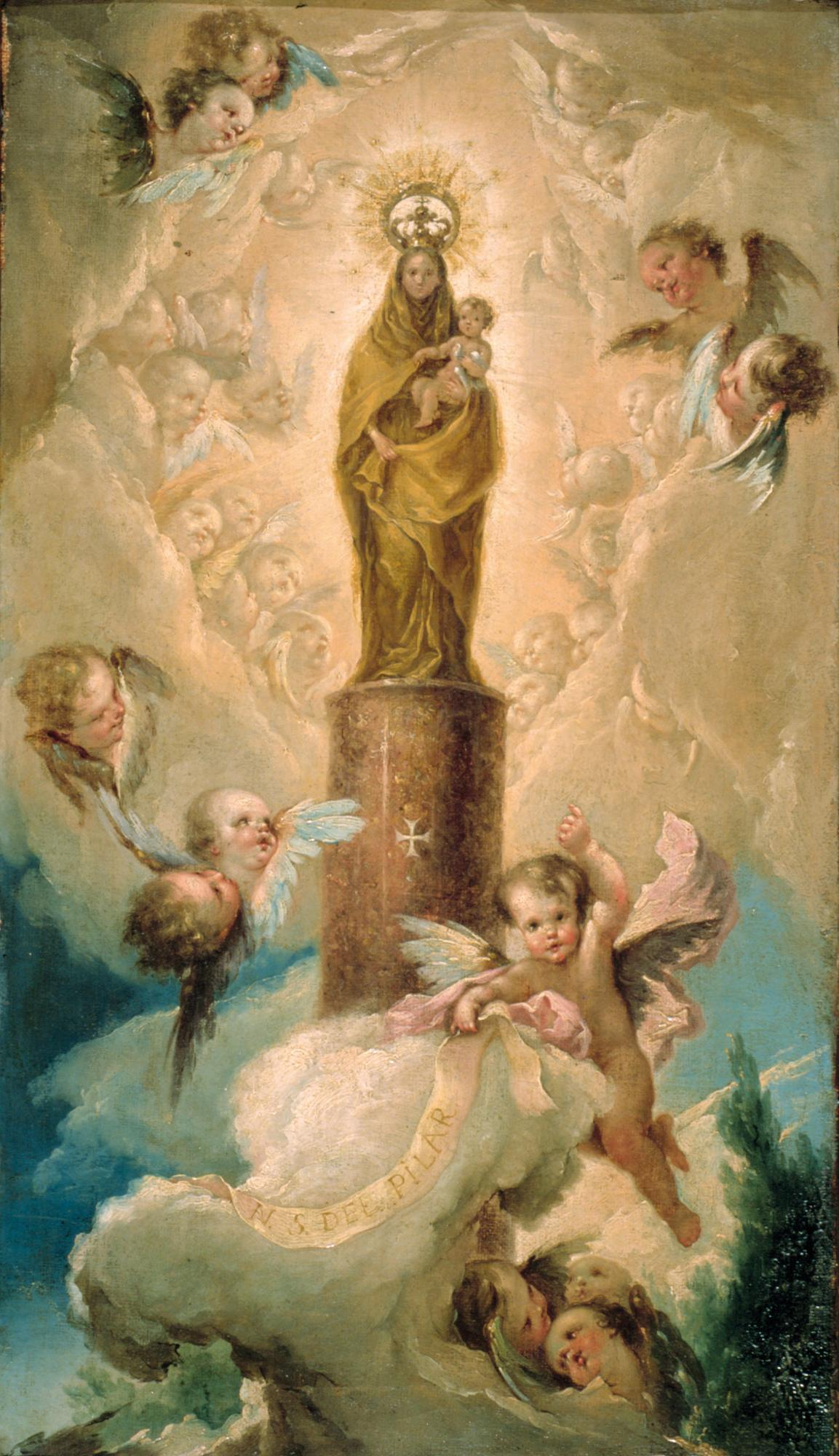
La Virgen del Pilar, venerada en Zaragoza, España, es tradicionalmente considerada la primera aparición mariana, fechada en el año 40 d. C.

Una de las primeras apariciones documentadas de la Virgen María es la de la Virgen del Pilar al apóstol Santiago el Mayor en Zaragoza, España, alrededor del año 40 d. C., cuando la Virgen, según la tradición, se apareció para alentar al apóstol en su misión evangelizadora. Esta aparición dio lugar a la construcción del Santuario de la Virgen del Pilar, que actualmente es un importante centro de peregrinación en Europa.
Otras apariciones de renombre incluyen la aparición de la Virgen del Carmen al fraile San Simón Stock en el siglo XIII en Inglaterra, de la cual surge la tradición del escapulario carmelita, símbolo de protección y devoción a María. Esta devoción ha tenido un impacto duradero, especialmente en la espiritualidad de la Orden de los Carmelitas.
Una de las apariciones más importantes en la historia católica es la de la Virgen de Guadalupe, en 1531, cuando, según la tradición, la Virgen María se apareció en varias ocasiones al indígena San Juan Diego en el cerro del Tepeyac en México. Esta aparición dio origen al culto de la Virgen de Guadalupe, que se ha convertido en un símbolo nacional mexicano y en un icono de la devoción mariana en toda América Latina. La Basílica de Santa María de Guadalupe es hoy uno de los destinos de peregrinación más visitados del mundo.
A lo largo de los siglos, otras apariciones notables han seguido marcando la devoción de millones de fieles en diversas regiones del mundo. Entre las más relevantes y con aprobación eclesiástica se encuentran las de:
- La Virgen de Lourdes, que se apareció en 1858 a Santa Bernadette Soubirous en Lourdes, Francia, manifestándose como la "Inmaculada Concepción".[5] Desde entonces, Lourdes es un importante centro de peregrinación, conocido por las fuentes de agua a las que se atribuyen propiedades milagrosas.
- La Virgen de Fátima, que apareció en 1917 en Cova da Iria, Fátima, Portugal, a tres niños pastores: Lucía, Francisco y Jacinta Marto. Esta aparición incluyó varios mensajes y profecías, y la Iglesia católica ha alentado la devoción a la Virgen de Fátima como mediadora de paz y conversión.[6]

En tiempos más recientes, la Iglesia ha continuado evaluando fenómenos marianos. Uno de los casos actuales en estudio es el de Medjugorje en Bosnia y Herzegovina, donde las supuestas apariciones de la Virgen María desde 1981 han atraído a millones de peregrinos. Aunque la Santa Sede ha autorizado las peregrinaciones, aún no se ha pronunciado oficialmente sobre la autenticidad de las visiones.
La posición de la Iglesia sobre las apariciones es cautelosa y sujeta a estrictos procesos de análisis. Cada caso es sometido a investigaciones teológicas y científicas para determinar si cumple con los criterios establecidos por la Congregación para la Doctrina de la Fe. A través de la historia, solo un reducido número de apariciones ha recibido una aprobación oficial.

## La Iglesia y las apariciones marianas
La actitud de la Iglesia católica hacia las apariciones marianas es variada y se determina caso por caso. Desde el reconocimiento oficial hasta el rechazo, cada aparición es evaluada cuidadosamente mediante rigurosas investigaciones que incluyen análisis teológicos y científicos. Este proceso se realiza siguiendo las directrices establecidas por la Congregación para la Doctrina de la Fe, cuyo propósito es asegurar la autenticidad de los fenómenos sobrenaturales declarados como "de origen divino". Estas investigaciones cuentan con la colaboración de teólogos, científicos y autoridades eclesiásticas.
La legislación eclesiástica actual en torno a las apariciones comenzó a desarrollarse en el siglo XX. Uno de los primeros papas en formalizar el enfoque fue Benedicto XV, quien alentó el estudio teológico de estas manifestaciones y estableció normas preliminares para investigarlas. Posteriormente, en 1978, bajo el pontificado de Pablo VI, la Congregación para la Doctrina de la Fe emitió el documento *Normae Congregationis*, el cual establece criterios más detallados para evaluar la autenticidad de las apariciones, incluyendo la valoración de su contenido doctrinal, los frutos espirituales y los efectos en la comunidad.

### Proceso de evaluación
Para que una aparición sea considerada auténtica, la Iglesia sigue un proceso de evaluación que incluye:
1. Investigación preliminar: Los obispos locales tienen la primera responsabilidad de investigar los reportes de apariciones dentro de su jurisdicción. Ellos deben analizar el testimonio de los videntes, la coherencia de los mensajes con la doctrina católica y cualquier fenómeno extraordinario.
2. Consulta a expertos: Teólogos, psicólogos y científicos pueden ser consultados para descartar explicaciones alternativas, como alucinaciones o fraudes. La Congregación para la Doctrina de la Fe puede intervenir si considera que el caso requiere mayor profundidad.
3. Dictamen final: La Iglesia categoriza cada caso como constat de supernaturalitate (se confirma como de origen sobrenatural), non constat de supernaturalitate (no se confirma ni se rechaza como sobrenatural) o constat de non supernaturalitate (se rechaza como no sobrenatural).[12]

### Rechazos y críticas a las mariofanías
A lo largo de los años, algunos sectores dentro y fuera de la Iglesia han expresado escepticismo sobre las apariciones marianas. Los críticos argumentan que algunas apariciones pueden estar relacionadas con expresiones extremas de piedad popular, autosugestión o incluso alucinaciones colectivas. Este escepticismo se extiende a sectores laicos, que suelen ver en estas apariciones un fenómeno cultural o psicológico más que una intervención divina.
En varios casos, las autoridades eclesiásticas o civiles han respondido con escepticismo o hasta con oposición hacia los presuntos videntes. Un ejemplo destacado es el caso de Santa Bernadette, quien enfrentó escepticismo e incluso represalias de las autoridades civiles tras sus visiones de la Virgen de Lourdes en 1858. De igual forma, los videntes de Fátima -Lucía dos Santos, Francisco Marto y Jacinta Marto- también sufrieron persecución y rechazo por parte de las autoridades civiles y algunos sectores eclesiásticos en los primeros años después de sus visiones en 1917.
La posición de la Iglesia hacia las apariciones de dudosa veracidad es cautelosa. En casos como las supuestas apariciones de Medjugorje, la Iglesia ha autorizado las peregrinaciones pero se ha abstenido de emitir un juicio definitivo sobre su autenticidad. Esta postura de "aprobación parcial" permite a los fieles buscar inspiración espiritual sin comprometer a la Iglesia en una declaración sobre la veracidad de los fenómenos.

### Reacciones y contexto cultural
El debate en torno a las apariciones refleja no solo temas de fe, sino también cuestiones culturales y sociológicas. En algunos países, las mariofanías están profundamente ligadas a la identidad nacional o a movimientos sociales, como ocurre con la Virgen de Guadalupe en México, quien es vista como un símbolo de resistencia y unidad. Fuera de la Iglesia, algunas personas consideran que las apariciones marianas podrían ser manipuladas para influir en comunidades devotas, promoviendo mensajes que pueden tener implicaciones políticas o sociales. Estos factores subrayan la complejidad con la que las apariciones marianas deben ser comprendidas y abordadas.

## Apariciones y racionalismo teológico

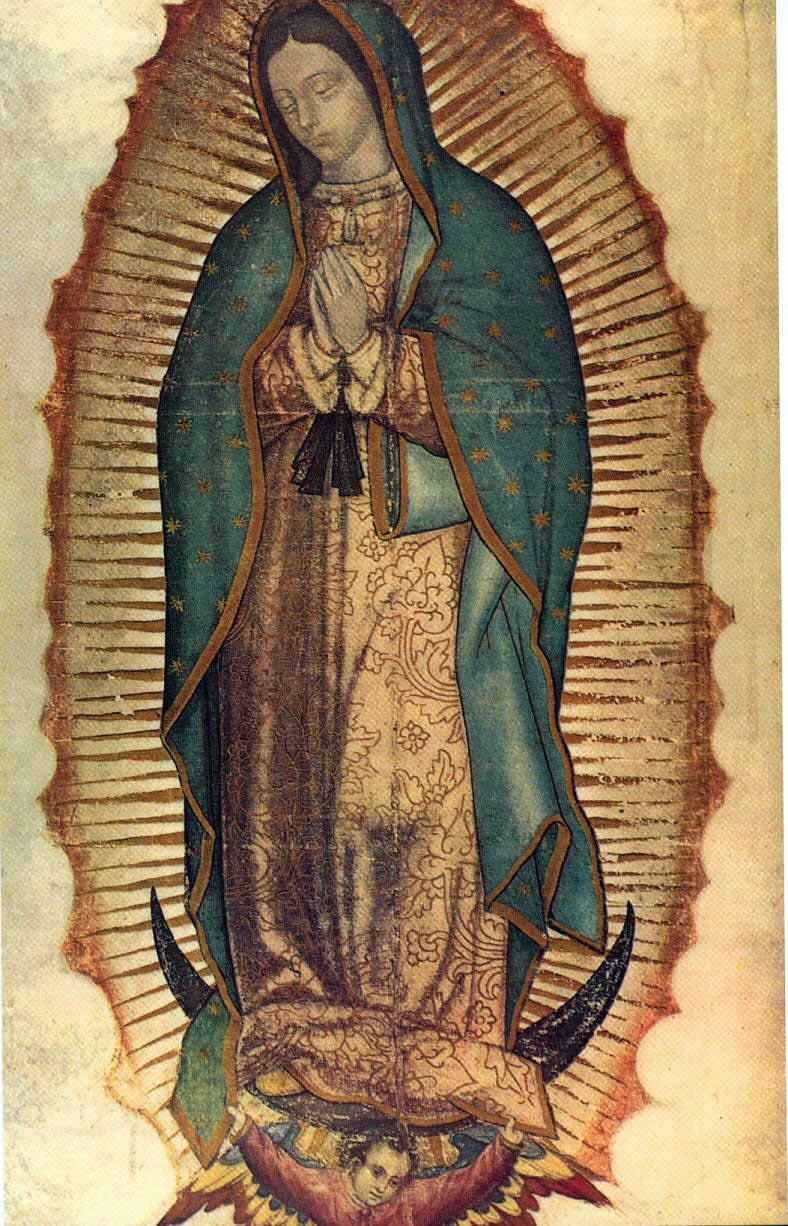
La aparición de la Virgen de Guadalupe en México es una de las más veneradas del mundo.

En la teología católica, el enfoque racionalista ha influido significativamente en el análisis de las apariciones marianas, promoviendo un tratamiento prudente y, en muchos casos, escéptico hacia estas manifestaciones. Desde la perspectiva católica, el fenómeno de las apariciones se considera una "revelación privada", es decir, una manifestación de carácter personal que no modifica ni añade nada a la revelación pública concluida con la muerte del último de los Apóstoles.

### Revelación pública vs. revelación privada
La revelación pública es el conjunto de enseñanzas que, según la doctrina católica, Dios comunicó a través de los profetas, Jesucristo y sus apóstoles, quedando registrada en las Sagradas Escrituras y la Tradición. Con la muerte del último apóstol, se considera que esta revelación se completó y que la Iglesia, guiada por el Espíritu Santo, tiene el deber de custodiarla y transmitirla sin alteraciones.
En cambio, las revelaciones privadas, como las apariciones marianas, no son necesarias para la fe católica y no están en el mismo nivel que la revelación pública. Aunque algunas de estas manifestaciones han sido aprobadas por la Iglesia católica, la aceptación de su autenticidad queda al criterio personal de los fieles, quienes son libres de valorarlas como fuente de devoción sin necesidad de considerarlas doctrinalmente obligatorias.

### Enfoque teológico y racionalismo
A partir del siglo XVIII, el pensamiento racionalista comenzó a influir en la teología católica, promoviendo una visión crítica de las apariciones y revelaciones privadas. Este enfoque busca analizar los fenómenos sobrenaturales desde una perspectiva que integre la razón y la ciencia, para descartar explicaciones alternativas, como fenómenos psicológicos o engaños. San Juan de la Cruz, uno de los místicos y teólogos más influyentes en la espiritualidad católica, advertía de los peligros de basar la fe en visiones o revelaciones, y subrayaba la importancia de la cautela y el discernimiento espiritual. Esta perspectiva es compartida por otros teólogos, quienes sostienen que la verdadera espiritualidad debe fundamentarse en la fe y la confianza en la revelación pública, en lugar de depender de experiencias extraordinarias.
Con este enfoque racionalista, la Iglesia católica ha establecido normas para evaluar las apariciones, basadas en la prudencia y la rigurosidad científica y teológica. Por ejemplo, la Congregación para la Doctrina de la Fe examina cada caso atendiendo a criterios como la coherencia con la doctrina, la sinceridad de los videntes y los frutos espirituales del fenómeno. Las apariciones que superan este proceso de evaluación pueden ser aprobadas y alentadas como fuente de devoción, sin que se considere obligatoria la aceptación de su autenticidad.

### Ejemplos de cautela en el reconocimiento de apariciones
Esta cautela ha llevado a que la Iglesia sea extremadamente cuidadosa en sus reconocimientos. Por ejemplo, aunque la aparición de la Virgen de Guadalupe en 1531 es ampliamente venerada y ha recibido la aprobación eclesiástica, en otros casos, como las Apariciones marianas de Medjugorje, la Iglesia aún no ha emitido un veredicto definitivo, permitiendo la devoción y las peregrinaciones sin declarar oficialmente la autenticidad de las visiones.
El escepticismo y el racionalismo teológico han jugado un papel clave en la contención de las manifestaciones populares relacionadas con las apariciones marianas, ayudando a la Iglesia a evitar excesos devocionales y a centrar la fe en los fundamentos de la revelación pública. Sin embargo, para muchos fieles, estas apariciones representan un vínculo especial con la Virgen María y una fuente de inspiración espiritual.

## Itinerario histórico

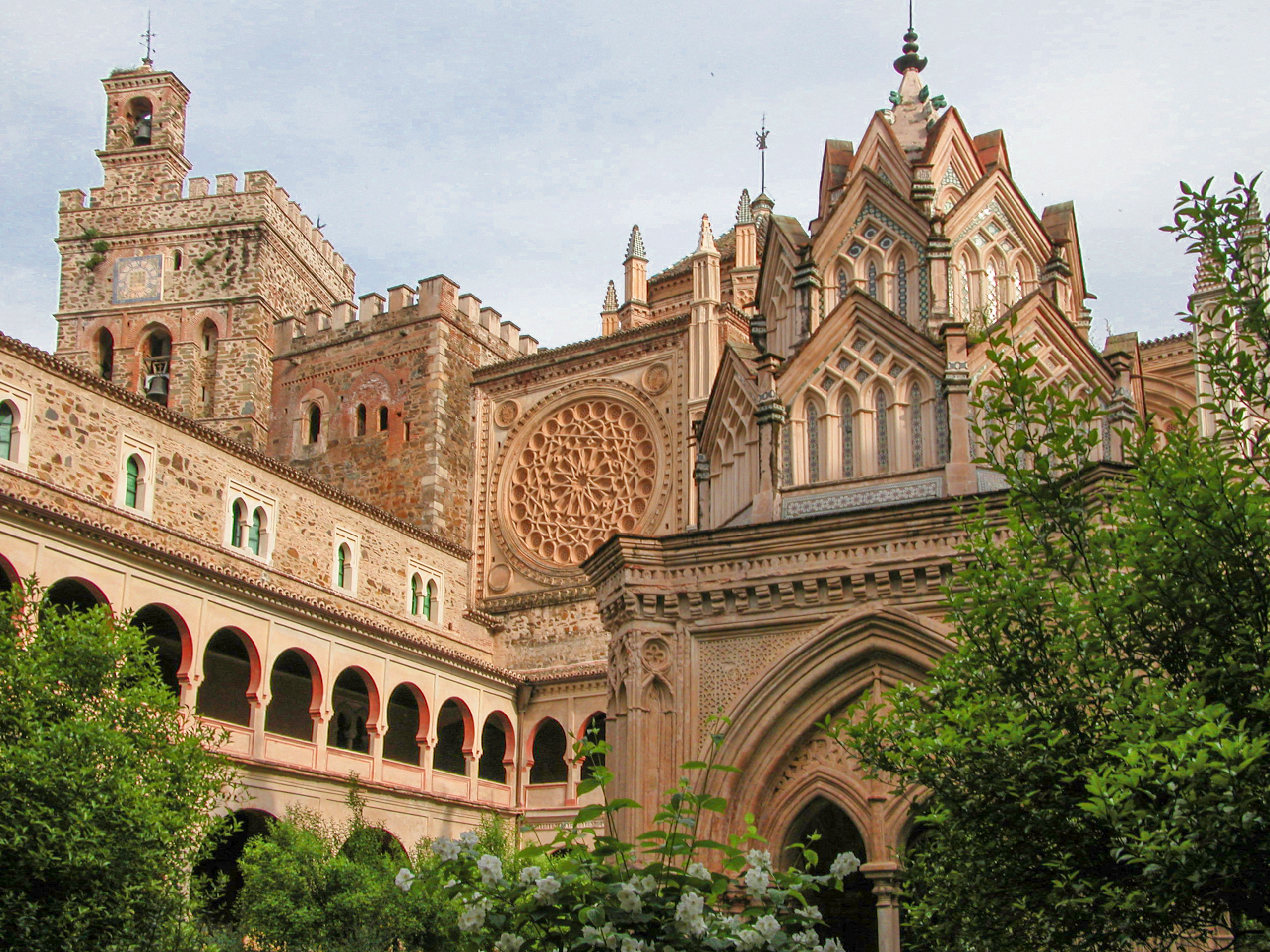
Real Monasterio de Santa María de Guadalupe en Guadalupe, Extremadura, España.

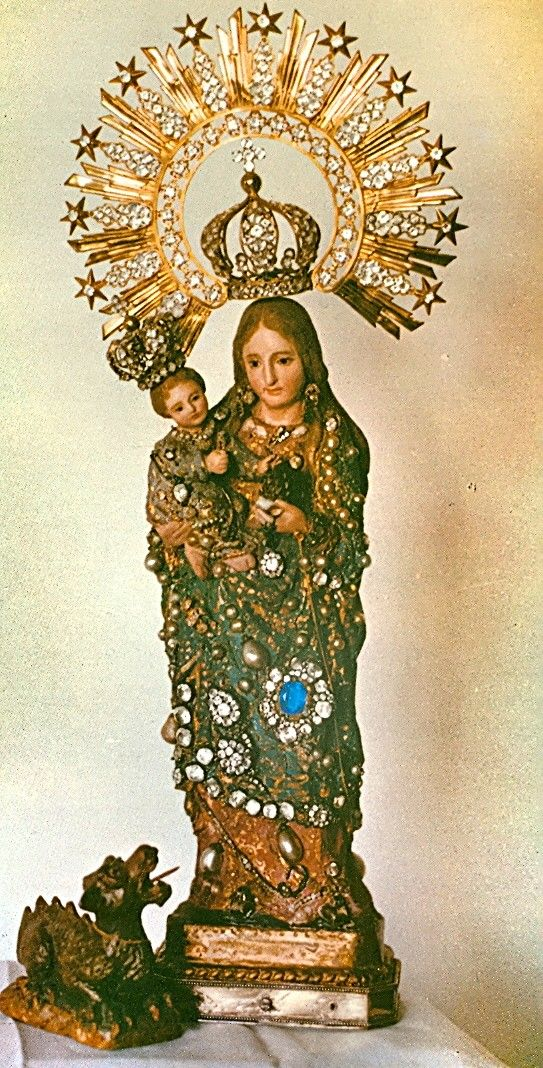
La imagen original de la Virgen del Olvido, Triunfo y Misericordias, que se apareció en España a Sor Patrocinio

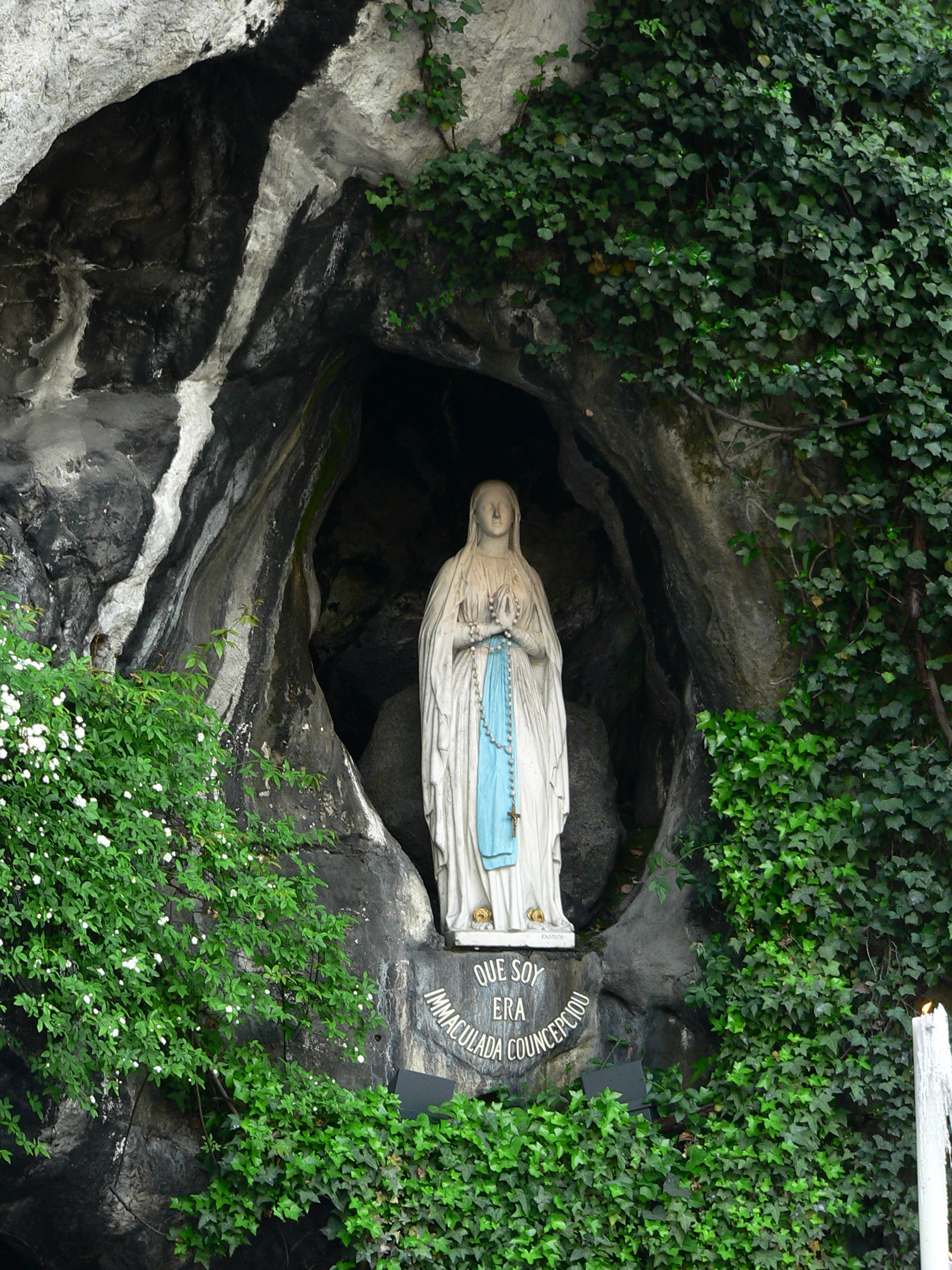
Gruta de la Virgen de Lourdes en Francia.

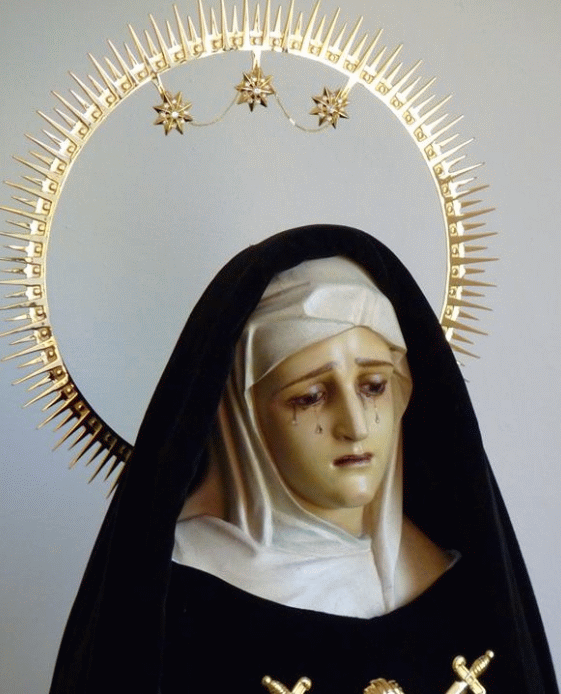
Nuestra Señora de los Dolores de Chandavila en España

A lo largo de los siglos, las apariciones marianas o mariofanías han desempeñado un papel significativo en la espiritualidad católica, promoviendo la devoción a la Virgen María y generando importantes centros de peregrinación y culto en diversas regiones del mundo. Estas apariciones han dado lugar a la construcción de numerosos santuarios, ermitas e iglesias que hoy son de gran relevancia espiritual y cultural, como el Real Monasterio de Santa María de Guadalupe en España o la Gruta de Lourdes en Francia.

### Origen y desarrollo de las mariofanías
La tradición de las apariciones marianas se remonta, según la historia católica, a los primeros siglos del cristianismo, siendo la Virgen del Pilar en Zaragoza, España, la más antigua. Según la tradición, la Virgen María se apareció en el año 40 d. C. al apóstol Santiago el Mayor para alentarlo en su misión evangelizadora. Aunque esta historia no cuenta con pruebas históricas concluyentes, la devoción a la Virgen del Pilar ha perdurado a lo largo de los siglos, y su santuario sigue siendo un importante centro de peregrinación en Europa.
Con el paso de los siglos, las mariofanías se extendieron a otras regiones, especialmente en momentos de crisis o renovación espiritual. En el siglo XII, la aparición de la Virgen del Carmen en Inglaterra al fraile Simón Stock dio origen a la devoción del Escapulario del Carmen, un símbolo de protección que aún conserva gran relevancia en la Orden de los Carmelitas y entre los fieles católicos.

### Renacimiento y Edad Moderna
En la Edad Moderna, las apariciones de la Virgen María adquirieron un papel central en el contexto de la Contrarreforma. Con el fortalecimiento de la reforma protestante, que rechazaba la veneración a María y a los santos, el catolicismo subrayó las apariciones marianas como una prueba de la intervención divina en la Iglesia. Un ejemplo notable es la aparición de la Virgen de Guadalupe a San Juan Diego en México en 1531. Esta mariofanía no solo consolidó el cristianismo en América Latina, sino que también vinculó a la Virgen María con las poblaciones indígenas, convirtiéndose en un símbolo de unidad e identidad nacional en México.
Durante este período, otras apariciones significativas tuvieron lugar en Europa, como la de la Virgen de la Candelaria en Tenerife, Islas Canarias, en el siglo XV, y la de la Virgen del Pino en Gran Canaria en el siglo XVI, ambas en España. Estas mariofanías contribuyeron a la creación de importantes santuarios y festividades locales que aún hoy perduran.

### Era Contemporánea
En el siglo XIX, las apariciones marianas comenzaron a suscitar interés tanto entre los fieles como entre los estudiosos, motivando un examen más riguroso. En 1858, la aparición de la Virgen de Lourdes a Bernadette Soubirous en Lourdes, Francia, marcó un hito en la devoción mariana moderna. La Iglesia católica aprobó rápidamente esta aparición, y la Gruta de Lourdes se convirtió en uno de los santuarios más visitados del mundo, reconocido por los supuestos milagros de sanación atribuidos a su fuente de agua.
En 1917, otra aparición significativa fue la de la Virgen de Fátima en la Cova da Iria, Fátima, Portugal, en la que se apareció a tres niños pastores, Lucía dos Santos, Francisco Marto y Jacinta Marto, revelando mensajes conocidos como los "Secretos de Fátima". Esta aparición, aprobada oficialmente por la Iglesia, ganó relevancia internacional, especialmente por sus supuestas profecías sobre el futuro de la humanidad.

### Apariciones en tiempos modernos
En el siglo XX y hasta la actualidad, las apariciones marianas continúan siendo objeto de veneración, pero también de un escrutinio teológico y científico cada vez mayor. Algunos casos recientes, como las supuestas apariciones de Medjugorje en Bosnia y Herzegovina, han atraído a millones de peregrinos desde su inicio en 1981. Aunque la Santa Sede ha permitido las peregrinaciones, aún no se ha pronunciado de manera concluyente sobre la autenticidad de estas visiones, mostrando la cautela de la Iglesia ante fenómenos modernos.
El análisis contemporáneo de las mariofanías también incluye el estudio de fenómenos psicológicos y culturales. Algunos estudiosos argumentan que las apariciones podrían estar influenciadas por el contexto social y cultural de los videntes, lo cual lleva a la Iglesia a abordar estos casos con una metodología que integra tanto la teología como las ciencias sociales.
Así, el itinerario histórico de las apariciones marianas refleja su impacto duradero en la espiritualidad católica, al mismo tiempo que muestra la complejidad de su discernimiento y aceptación en la era moderna.

## Apariciones aprobadas por la Iglesia católica
La Iglesia católica ha aprobado oficialmente ciertas apariciones marianas después de rigurosas investigaciones. Estas manifestaciones son reconocidas como auténticas y se incluyen en el santoral católico oficial.

### Fiestas históricas
Estas apariciones no pertenecen técnicamente a la categoría aprobada por la Congregación para la Doctrina de la Fe, ya que generalmente son anteriores a la congregación, creada en 1542. Aún así, cuentan con amplia difusión por parte de la iglesia, lo que les otorga un estatus favorable.
- Virgen del Pilar (40 d. C.): Según la tradición, la Virgen María se apareció al apóstol Santiago en Zaragoza, España, mientras él evangelizaba la región. La aparición es considerada la primera manifestación mariana de la historia y la Virgen es venerada bajo la advocación de la Virgen del Pilar, cuya festividad se celebra el 12 de octubre, siendo un símbolo de devoción especial en España y América Latina.[28]
- Virgen de las Nieves (358): Según la leyenda, la Virgen María se apareció al Papa Liberio y a una pareja patricia en Roma, instruyéndoles construir una iglesia en el lugar que encontrarían cubierto de nieve en pleno verano. Esta indicación milagrosa llevó a la construcción de la Basílica de Santa María la Mayor, una de las cuatro basílicas papales. La festividad se celebra el 5 de agosto.[29]
- Virgen de Walsingham (1061): En Inglaterra, la noble Richeldis de Faverches tuvo una visión en la que la Virgen María le mostró la casa de la Sagrada Familia en Nazaret y le pidió construir una réplica en Walsingham. La aparición dio origen a uno de los santuarios marianos más antiguos de Europa. Su festividad se celebra el 24 de septiembre y es especialmente venerada por los católicos y anglicanos británicos.[30]
- Virgen del Rosario (1208): Según la tradición dominicana, la Virgen María se apareció a santo Domingo de Guzmán en Toulouse, Francia, y le entregó el rosario como una herramienta espiritual para combatir las herejías y promover la fe. Esta aparición es conmemorada con la festividad de la Virgen del Rosario, celebrada el 7 de octubre, y ha sido fundamental en el desarrollo de la devoción mariana en la Iglesia.[31]
- Virgen del monte Carmelo (1251): La tradición sostiene que la Virgen María se apareció a san Simón Stock, superior general de los Carmelitas, en el monte Carmelo en Israel, y le entregó el escapulario como símbolo de su protección. Esta aparición es considerada fundamental en la espiritualidad carmelitana, y su festividad se celebra el 16 de julio, siendo una advocación de gran importancia en España y en América Latina.[32]

Estas festividades marianas han desempeñado un papel esencial en la formación de la devoción a la Virgen María en diferentes contextos culturales y geográficos, y cada una de ellas representa un aspecto particular de la relación entre los fieles y María a lo largo de la historia.

### Apariciones canónicas
Estas apariciones marianas han sido oficialmente reconocidas por la Iglesia católica y se encuentran en el santoral oficial universal.
| Título de la aparición        | Año de aparición | Fecha de aprobación      | Lugar                                       | Vidente(s)                                        | Datos extra | Festividad       |
| ----------------------------- | ---------------- | ------------------------ | ------------------------------------------- | ------------------------------------------------- | --- | ---------------- |
| Nuestra Señora de Guadalupe   | 1531             | 1555                     | Cerro del Tepeyac, Ciudad de México, México | Juan Diego Cuauhtlatoatzin                        | Junto a las apariciones de Coromoto y Akita, es una de las tres únicas que dejaron alguna prueba física. Su vidente, Juan Diego, fue canonizado en 2002.                                                                                             | 12 de diciembre  |
| Nuestra Señora de las Gracias | 1830             | 1836                     | Rue du Bac, París, Francia                  | Catalina Labouré                                  | Conocida por iniciar la devoción de la Medalla Milagrosa. Su vidente, Catalina Labouré, fue canonizada en 1947. | 27 de noviembre  |
| Virgen de La Salette          | 1846             | 19 de septiembre de 1851 | La Salette-Fallavaux, Francia               | Mélanie Calvat y Maximin Giraud                   | | 19 de septiembre |
| Nuestra Señora de Lourdes     | 1858             | 18 de enero de 1862      | Lourdes, Francia                            | Bernadette Soubirous                              | Su vidente, Bernadette Soubirous, fue canonizada en 1933. | 11 de febrero    |
| Nuestra Señora de Knock       | 1879             | Octubre de 1879          | Knock, Condado de Mayo, Irlanda             | Grupo de 15 personas                              | También contó con la aparición de San José, Juan Evangelista, varios ángeles y Jesús. A diferencia de las otras apariciones canónicas, esta no dejó algún mensaje o revelación divina, siendo netamente visual, lo que ayudó a su rápida aprobación. | 17 de agosto     |
| Virgen de Fátima              | 1917             | 13 de octubre de 1930    | Cova da Iria, Fátima, Portugal              | Lucía dos Santos, Francisco Marto y Jacinta Marto | Dos de los videntes, los hermanos Francisco y Jacinta Marto, fueron canonizados en 2017. | 13 de mayo       |

### Apariciones aprobadas localmente o con aceptación de veneración por la Santa Sede
Estas apariciones han sido reconocidas oficialmente por la iglesia local, o fueron aprobadas para devoción por la Santa Sede, aunque en algunos casos su veneración puede estar limitada a ciertas regiones.
| Título de la aparición                                     | Año de aparición | Fecha de aprobación     | Lugar                                               | Vidente(s)                                                            |
| ---------------------------------------------------------- | ---------------- | ----------------------- | --------------------------------------------------- | --------------------------------------------------------------------- |
| Nuestra Señora del Buen Suceso                             | 1594–1634        | 1611                    | Quito, Ecuador                                      | Mariana de Jesús Torres                                               |
| Nuestra Señora de Šiluva                                   | 1608             | 17 de agosto de 1775    | Šiluva, Lituania                                    | Grupo de 4 niños                                                      |
| Nuestra Señora de Coromoto                                 | 1652             | 7 de octubre de 1944    | Guanare, Venezuela                                  | Indio Coromoto                                                        |
| Nuestra Señora de Laus                                     | 1664–1718        | 4 de mayo de 2008       | Saint-Étienne-le-Laus, Francia                      | Venerable Benoîte Rencurel                                            |
| Nuestra Señora de Velankanni, o Nuestra Señora de la Salud | Siglo XVII       | 1962                    | Tamil Nadu, India                                   | Varios marineros portugueses y otros testigos secundarios             |
| Nuestra Señora de La Vang                                  | 1798             | 22 de agosto de 1961    | Hải Lăng, Vietnam                                   | Varios aldeanos vietnamitas                                           |
| Nuestra Señora del Buen Socorro                            | 1859             | 8 de diciembre de 2010  | Champion, Wisconsin, Estados Unidos                 | Adele Brise                                                           |
| Nuestra Señora de Pontmain                                 | 1871             | 2 de febrero de 1872    | Pontmain, Francia                                   | Grupo de 5 personas                                                   |
| Nuestra Señora de Pellevoisin                              | 1876             | 22 de agosto de 2024    | Pellevoisin, Francia                                | Estelle Faguette                                                      |
| Nuestra Señora de Gietrzwałd                               | 1877             | 1 de septiembre de 1977 | Gietrzwałd, Warmia-Mazury, Polonia                  | Stanisława Samulowska y Justyna Szafryńska                            |
| Nuestra Señora de Donglü, o Nuestra Señora de China        | 1900             | 1928                    | Donglü, China                                       | Grupo de 700 personas                                                 |
| Nuestra Señora de las Lágrimas                             | 1930             | 8 de marzo de 1932      | Campinas, São Paulo, Brasil                         | Amalia de Jesús Flagelado                                             |
| Nuestra Señora de Beauraing                                | 1932–1933        | 2 de julio de 1949      | Beauraing, Bélgica                                  | Grupo de 5 personas                                                   |
| Nuestra Señora de Banneux                                  | 1933             | 22 de agosto de 1949    | Banneux, Bélgica                                    | Mariette Beco                                                         |
| Nuestra Señora de las Gracias                              | 1936–1937        | 13 de octubre de 2021   | Pesqueira, Pernambuco, Brasil                       | Maria da Luz (Adélia) y Maria da Conceição                            |
| Rosa Mística                                               | 1945–1966        | 5 de julio de 2024      | Montichiari y Fontanelle, Italia.                   | Pierina Gilli                                                         |
| Nuestra Señora de los Dolores de Chandavila                | 1945             | 23 de agosto de 2024    | Chandavila, La Codosera, España                     | Marcelina Barroso y Afra Blanco                                       |
| Nuestra Señora de la Oración                               | 1947             | 8 de diciembre de 2001  | L'Île-Bouchard, Francia                             | Jacqueline Aubry                                                      |
| Virgen de Jaddico                                          | 1962-1963        | 8 de diciembre de 2022  | Bríndisi, Italia.                                   | Teodoro D'Amici y varios testigos secundarios                         |
| Nuestra Señora de Akita                                    | 1973             | 22 de abril de 1984     | Yuzawadai, Akita, Japón                             | Agnes Katsuko Sasagawa                                                |
| Bendita Virgen de Cuapa                                    | 1980             | 1994                    | San Francisco de Cuapa, Nicaragua                   | Bernardo Martínez                                                     |
| Nuestra Señora de Kibeho                                   | 1981–1983        | 29 de junio de 2001     | KIibehi, Ruanda                                     | Alphonsine Mumureke, Nathalie Mukamazimpaka, y Marie Clare Mukangango |
| Virgen del Rosario de San Nicolás                          | 1983–1990        | 22 de mayo de 2016      | San Nicolás de los Arroyos, Buenos Aires, Argentina | Gladys Quiroga de Motta                                               |
| Virgen de Betania                                          | 1984             | 21 de noviembre de 1987 | Finca Betania, Miranda, Venezuela                   | María Esperanza de Bianchini y varios testigos secundarios            |
| Virgen de la Inmaculada Pureza                             | 1990–1995        | 8 de julio de 2025      | Monte Zvir, en Litmanová, Eslovaquia                | Ivetka Korcáková, Katka Ceselkovâ, y Mitko Ceselka                    |

### Apariciones aprobadas por la Iglesia ortodoxa copta
La Iglesia ortodoxa copta ha reconocido oficialmente ciertas apariciones marianas en Egipto, todas ellas marcadas por la presencia de fenómenos extraordinarios y veneradas ampliamente por los fieles ortodoxos coptos, así como por otros cristianos en la región. Estas apariciones se consideran manifestaciones de la Virgen María en contextos de crisis o persecución religiosa, y son vistas como un símbolo de protección y consuelo para la comunidad copta.
- Virgen de Zeitoun (1968): En el barrio de Zeitoun, El Cairo, la Virgen María fue vista en el techo de la Iglesia de San Marcos entre 1968 y 1971, en lo que se considera una de las apariciones marianas más prolongadas y multitudinarias. Testigos de diversas confesiones religiosas afirmaron haber observado una figura luminosa que fue interpretada como la Virgen. La aparición fue aceptada oficialmente por el Papa copto Cirilo VI de Alejandría y recibió una amplia cobertura internacional.[38]
- Virgen de Assiut (2000): En la ciudad de Assiut, al sur de Egipto, se reportaron apariciones de la Virgen María sobre la iglesia copta de San Marcos desde el año 2000. Los testigos describieron visiones luminosas de la Virgen, a menudo acompañadas de palomas de luz y fenómenos brillantes en el cielo. La Iglesia ortodoxa copta aprobó esta aparición debido a la gran cantidad de testimonios y el impacto devocional que generó en la región.[39]
- Virgen de Warraq (2009): En el distrito de Warraq al-Hadar, en la periferia de El Cairo, la Virgen María fue reportada en 2009 por miles de personas que afirmaron ver una figura luminosa sobre la iglesia copta de la Virgen María y el Arcángel Miguel. Esta aparición también fue aceptada por la Iglesia copta ortodoxa, que la interpretó como un signo de paz y esperanza para los cristianos en Egipto. La Iglesia organizó celebraciones y vigilias en honor a la aparición, y el fenómeno atrajo la atención de numerosos medios de comunicación internacionales.[40]

Estas apariciones son reconocidas y celebradas dentro de la tradición copta ortodoxa y son interpretadas como momentos de especial consuelo y protección para la comunidad cristiana en Egipto, sobre todo en contextos de persecución religiosa y tensiones sociopolíticas. La devoción a la Virgen María en estas localidades continúa siendo un fuerte punto de encuentro espiritual y cultural para los fieles.

## Apariciones no aprobadas o de dudosa veracidad
En algunos casos, la Iglesia permite la devoción a ciertas apariciones marianas sin emitir un juicio sobre su autenticidad. Otras apariciones son investigadas sin llegar a una conclusión formal, mientras que algunas son finalmente rechazadas como falsas debido a inconsistencias o falta de evidencia.

### Devoción permitida pero sin confirmación de veracidad
La Iglesia católica ha permitido la devoción a algunas apariciones, aunque sin emitir una declaración formal sobre su autenticidad. Estas devociones se reconocen principalmente por su impacto espiritual y pastoral, y el Vaticano permite la veneración sin pronunciarse sobre la veracidad de los eventos.
| Caso                               | Año de aparición | Lugar                           | Videntes                                          | Nota |
| ---------------------------------- | ---------------- | ------------------------------- | ------------------------------------------------- | --- |
| Apariciones marianas de Medjugorje | 1981–actualidad  | Međugorje, Bosnia y Herzegovina | Al menos 6 personas y varios testigos secundarios | El 17 de marzo de 2010, la Santa Sede anunció que se haría cargo de la investigación formal de las supuestas apariciones en Medjugorje. En 2019 el Vaticano aprobó las peregrinaciones, pero sin hacer ninguna declaración sobre las supuestas apariciones en sí. En septiembre de 2024 el Vaticano permitió la devoción a la Reina de la Paz sin confirmar la veracidad de las apariciones alegando imprecisiones entre los videntes. |

### Milagro confirmado pero sin permiso de devoción
En algunos casos, la Iglesia ha reconocido la autenticidad de un milagro asociado a una aparición mariana, pero sin autorizar un culto formal o devoción oficial en torno a ella. 
| Caso                   | Año de aparición | Lugar        | Vidente                   | Nota |
| ---------------------- | ---------------- | ------------ | ------------------------- | --- |
| Nuestra Señora de Sión | 1842             | Roma, Italia | Marie-Alphonse Ratisbonne | Un judío llamado Marie-Alphonse Ratisbonne informó haber visto a la Virgen María mientras caminaba cerca de la iglesia de Sant'Andrea delle Fratte en Roma. La experiencia lo llevó a convertirse al catolicismo. El 3 de junio de 1842 la iglesia local confirmó que se trató de un milagro auténtico. Algunas personas, entre las que destaca Maximiliano Kolbe, rindieron culto a la aparición bajo el título de Nuestra Señora de Sión, advocación que nunca fue aprobada o rechazada por la iglesia. |

### Juicio neutral
En ciertos casos, la Iglesia mantiene una postura neutral respecto a las apariciones marianas, permitiendo a los fieles que crean en ellas sin emitir un juicio oficial sobre su autenticidad. Estas apariciones suelen inspirar devoción entre los creyentes, aunque su estatus oficial permanece indefinido.
| Caso                                  | Año de aparición | Lugar                              | Vidente(s)             | Nota |
| ------------------------------------- | ---------------- | ---------------------------------- | ---------------------- | --- |
| Nuestra Señora de América             | 1956–1959        | Rome City, Indiana, Estados Unidos | Mildred Mary Neuzil    | El 7 de mayo de 2020 la Iglesia local aseguró que no aprobaría o rechazaría la autenticidad de las apariciones.                                                                                   |
| Apariciones marianas de Garabandal    | 1961–1965        | Cantabria, España                  | Grupo de 4 niños       | El 7 de noviembre de 2001 la iglesia local aseguró que no expresaría opinión sobre la veracidad del hecho.                                                                                        |
| Nuestra Señora del Monte Sant'Onofrio | 2009–presente    | Sulmona, Italia                    | Michelino Marcovecchio | En 2025, el dicasterio para doctrina de la fe desaconsejó las peregrinaciones al lugar, asegurando que la investigación no llegó a una conclusión positiva. Pero permitiendo la devoción privada. |

### Investigaciones sin resolución
En algunos casos, las investigaciones sobre ciertas apariciones han sido pospuestas o rechazadas, sin resolución concluyente por parte de la Iglesia. Esto suele deberse a la falta de evidencia concluyente o al desinterés en su verificación formal.
- Nuestra Señora de la Sonrisa (1883): En París, Francia. En su diario, Teresa de Lisieux afirma que fue visitada por la Virgen María el 13 de mayo de 1883, mientras pasaba por una fuerte depresión. Nunca se realizó una investigación formal del evento, pero la advocación ha ganado cierto reconocimiento entre los miembros de la iglesia.[56]
- Virgen del Universo (1945): En el Bronx, Nueva York, Estados Unidos, Joseph Vitolo afirmó haber presenciado una aparición de la Virgen. La Iglesia local no mostró interés en el caso y nunca inició una investigación formal para verificar la autenticidad del evento.[57]
- Virgen de Soufanieh (1982–1983): En Soufanieh, un barrio de Damasco, Siria, Myrna Nazzour reportó apariciones y experiencias místicas asociadas a la Virgen María. La diócesis local no inició una investigación formal debido a la falta de evidencia concluyente, y el caso permanece sin resolución.[58]

## Apariciones declaradas falsas por la Iglesia católica
La Iglesia ha declarado algunas apariciones como falsas, generalmente debido a inconsistencias en los relatos, falta de evidencia sobrenatural o sospechas de fraude. En estos casos, la Iglesia prohíbe la devoción pública y advierte a los fieles sobre la falta de autenticidad de los eventos.
- Virgen en Ezquioga (1931): Aparición en Guipúzcoa, España, presenciada por Antonia y Andrés Bereciartua. Fue rechazada por la Iglesia en 1934 debido a la falta de pruebas y sospechas de fraude. No obstante, sigue teniendo el apoyo de un grupo minoritario de seguidores.[59]
- Virgen de todos los Pueblos (1945): Aparición en Ámsterdam, Países Bajos, protagonizada por Ida Peerdeman. Fue rechazada por la Congregación para la Doctrina de la Fe en 1974, y el juicio negativo fue ratificado en 2024.[60]
- Virgen de Lipá (1948): Aparición en Lipá, Filipinas, con la vidente Teresita Castillo. Fue rechazada en 1951 por la Congregación para la Doctrina de la Fe debido a la falta de pruebas.[61]
- Virgen del Palmar de Troya (1968): Aparición en El Palmar de Troya, Sevilla, España, presenciada por un grupo de cuatro niñas. La Iglesia rechazó la autenticidad en 1970, y los seguidores se separaron para fundar la Iglesia palmariana.[62]
- Virgen de Bayside (1970–1995): Aparición en Nueva York, Estados Unidos, con la vidente Veronica Lueken. Fue rechazada en 1986 por la diócesis de Brooklyn y la Congregación para la Doctrina de la Fe debido a problemas doctrinales y falta de pruebas.[63]
- Virgen de Peñablanca (1983): Aparición en el cerro Membrillar, Valparaíso, Chile, con Miguel Ángel Poblete como vidente. La Iglesia rechazó su autenticidad en 1984 debido a inconsistencias en los testimonios y fuertes sospechas de fraude.[64]
- Virgen de Belluno (1988): Aparición en Belluno, Italia, protagonizada por María Antonella Fioritti, quien aseguró que la Virgen le anunció un "gran milagro" en Pescara para el 28 de febrero de 1988. Dicho milagro nunca ocurrió, y la aparición fue rechazada.[65]
- Virgen de Borġ in-Nadur (2006–presente): Aparición en Birżebbuġa, Malta, con Angelik Caruana como vidente, quien asegura recibir mensajes de la Virgen desde 2006. En 2016, la Iglesia local declaró que no es de naturaleza divina.[66]
- Virgen de Trevignano (2016–presente): Aparición en Trevignano, Italia, protagonizada por Gisella Cardia, quien aseguraba comunicarse con la Virgen y realizar milagros. En 2024, la diócesis de Civita Castellana declaró falsas sus afirmaciones tras descubrir inconsistencias.[67]